# Gerald Massey

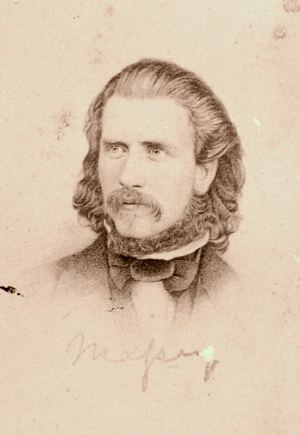
Imagen de Gerald Massey fechada en 1856

Gerald Massey ( /ˈmæsi/; nació el 29 de mayo de 1828 – fallecido el 29 de octubre de 1907) fue un poeta y escritor inglés dedicado a los temas de espiritualismo y al antiguo Egipto

## Biografía
Massey nació cerca de Tring, Hertfordshire en Inglaterra, hijo de una familia de bajos recursos.
Desde aproximadamente 1870 en adelante, Massey se interesó cada vez más por la egiptología y las similitudes que existen entre la mitología egipcia antigua y las historias de los evangelios. Estudió los extensos registros egipcios alojados en la sección de Asiria y Egiptología del Museo Británico de Londres, donde trabajó en estrecha colaboración con Dr. Samuel Birch , y otros egiptólogos destacados de su época, incluso aprendiendo jeroglíficos en la época de la excavación realizada en el Templo de Edfu.